# Adrian Ilie
Pour les articles homonymes, voir Ilie.
Adrian Bucurel Ilie est un footballeur roumain né le 20 avril 1974 à Craiova.
Son frère cadet, Sabin, était également footballeur professionnel.
Actuellement, il fait partie de l'équipe de Roumanie de beach soccer.

## Palmarès

### En club
| Steaua Bucarest | Galatasaray                                                                                     | Valence CF | FC Zurich                             |
| --- | ----------------------------------------------------------------------------------------------- | --- | ------------------------------------- |
| - Championnat de Roumanie - Champion en 1994, 1995 et 1996 - Coupe de Roumanie - Vainqueur en 1996 - Supercoupe de Roumanie - Vainqueur en 1994 et 1995 | - Championnat de Turquie - Champion en 1997 et 1998 - Supercoupe de Turquie - Vainqueur en 1997 | - Ligue des champions - Finaliste en 2000 et 2001 - Championnat d'Espagne - Champion en 2002 - Coupe d'Espagne - Vainqueur en 1999 - Supercoupe d'Espagne - Vainqueur en 1999 | - Coupe de Suisse - Vainqueur en 2005 |

### Distinction individuelle
- Élu Footballeur roumain de l'année en 1998